# SS Traffic (1911)
SS Traffic foi um navio auxiliar da White Star Line, construído pelo estaleiro Harland and Wolff, em Belfast. Seu navio irmão é o SS Nomadic, atualmente navio-museu em Belfast. Ele foi destinado a auxiliar os grandes navios de luxo da Classe Olympic. Traffic transportou alguns dos passageiros de terceira classe para o RMS Titanic em sua viagem inaugural. Ele também chegou a servir como navio auxiliar durante a Primeira Guerra Mundial, auxiliando navios de tropas. Depois da guerra, ele foi vendido para a Société Cherbourgeoise Transbordement, e mais tarde renomeado de Ingénieur Riebell. O navio foi afundado em 1940, mas foi recuperado e usado pelos alemães como uma embarcação costeira armada, até ser novamente afundado em 1941 pelos britânicos.

## Início de carreira eTitanic
Traffic foi construído pelo estaleiro Harland and Wolff, sendo lançado no dia 27 de abril de 1911, dois dias depois do lançamento de seu navio-irmão, SS Nomadic. Seus testes no mar iniciaram no dia 18 de maio de 1911, antes de ser entregue à White Star Line 9 dias depois. No dia 29 de maio, Nomadic e Traffic participaram dos testes no mar do navio RMS Olympic. Em seguida, Traffic partiu de Southampton para Cherbourg, onde ele transportou passageiros de terceira classe, correio e bagagens aos grandes transatlânticos da White Star Line, enquanto Nomadic transportava passageiros de primeira e segunda classe. Traffic transportou passageiros ao RMS Titanic no dia 10 de abril de 1912, onde o navio esteve ancorado no porto de Southampton se preparando para sua viagem inaugural. Traffic podia acomodar 1.200 passageiros de terceira classe, mais do que a capacidade real do Titanic e Olympic.

## Guerra e serviços posteriores
Traffic permaneceu como um navio auxiliar durante a Primeira Guerra Mundial, auxiliando navios de tropas e transportando tropas britânicas, estadunidenses e canadenses. Traffic e Nomadic foram vendidos a Société Cherbourgeoise Transbordement em 1927, permanecendo como navio auxiliar, mas desta vez auxiliando qualquer navio que passasse pelo porto. Traffic acidentalmente colidiu com o navio RMS Homeric no dia 5 de junho de 1929, sendo danificado ao lado estibordo de seu casco. Novas hélices foram produzidas pela Harland and Wolff, sendo montados em outubro do mesmo ano. Apesar disto, Traffic esteve envolvido em outra colisão em dezembro, desta vez com o navio SS Minnewaska, da Atlantic Transport Line. Os danos foram mínimos, no entanto, Minnewaska esteve envolvido em outra colisão dois anos depois, desta vez com o Nomadic, seu navio-irmão. Em 1934, o novo proprietário do Traffic e Nomadic foi a Société Cherbourgeoise de Remorquage et de Sauvetage, onde ambos navios foram repintados e renomeados. Traffic foi renomeado de Ingénieur Riebell, e o Nomadic de Ingénieur Minard.

## Segunda Guerra Mundial e naufrágio
Durante a Segunda Guerra Mundial, quando os alemães invadiram a França, Ingénieur Riebell foi afundado pela Marinha francesa ao largo de Cherbourg no dia 14 de junho de 1940, em uma tentativa de bloquear passagem aos alemães. O navio foi posteriormente resgatado e re-flutuado pelos alemães, sendo usado como uma embarcação costeira armada. No entanto, ele foi torpedeado e afundado novamente, desta vez pela Marinha Real, enquanto navegava no dia 17 de janeiro de 1941. A localização de seu naufrágio é atualmente desconhecida.